# Paul Rey
Pauli Sebastian Jokela (* 23. Mai 1992 in Lund), besser bekannt als Paul Rey, ist ein schwedischer Sänger und Songwriter.

## Leben
Jokelas Mutter floh im Jahr 1973 von Chile nach Paris. Während ihres Studiums in Lund lernte sie Reys finnischen Vater kennen. Sie ließen sich dauerhaft in Lund nieder, wo Paul Jokela schließlich aufwuchs. Im Alter von sechs Jahren begann er mit dem Singen, als Teenager wirkte er bei verschiedenen Rap- und Musikwettbewerben mit. Im Jahr 2015 ging er in die USA, wo er einen Vertrag beim Musiklabel Epic Records erhalten hatte. Dort arbeitete er unter anderem mit Quincy Jones und Snoop Dogg zusammen. In dieser Zeit veröffentlichte er auch eine Debüt-EP Good as Hell mit einer gleichnamigen Singleauskopplung. Im Jahr 2017 sang er gemeinsam mit Snoop Dogg auf der Single California Dreaming. Zur Zusammenarbeit kam es, nachdem Arman Cekin einen Remix des von Paul Rey veröffentlichten gleichnamigen Liedes anfertigte. Im selben Jahr wechselte er zu Warner Music Sweden. Im Jahr 2018 folgte seine zweite EP Note to self.
Im Frühjahr 2020 trat er beim Melodifestivalen 2020, also dem schwedischen Vorentscheid für den Eurovision Song Contest, an. Dort erreichte er mit seinem Beitrag Talking in My Sleep im zweiten Halbfinale den vierten Platz und zog somit in die Zweite Chance ein. Dort bekam er zwar weniger Stimmen als seine Duellkonkurrentin Malou Prytz, da er jedoch in mehr Altersgruppen gewann, qualifizierte er sich für das Finale. Im Finale wurde er Sechster. Neben seinem eigenen Beitrag war er auch am Lied des Duos Ellen Benediktson & Simon Peyron als Songwriter beteiligt. Im Dezember 2020 kündigte ihn der Fernsehsender Sveriges Television mit dem von ihm gemeinsam mit Laurell Barker und Fredrik Sonefors geschriebenen Lied The Missing Piece als Teilnehmer des Melodifestivalen 2021 an. Mit dem Lied erreichte er über die Andra chansen das Finale, in welchem er den mit dem 12. und letzten Platz belegte. Im Januar 2021 veröffentlichte er die EP Note to her. Am Melodifestivalen 2022 war er als Songwriter am Lied I Can’t Get Enough beteiligt, mit dem die Sängerin Cazzi Opeia ins Finale einziehen konnte. Auch am Melodifestivalen 2023 nahm er teil. Dort qualifizierte er sich mit seinem Beitrag Royals im dritten Teilwettbewerb als Zweiter für das Finale. Im Finale erreichte er mit 57 Punkten den siebten Platz.

## Diskografie

### EPs
- 2015: Good as Hell
- 2018: Note to Self
- 2021: Note to Her

### Singles
- 2015: Good as Hell
- 2017: California Dreaming (mit Snoop Dogg und Arman Cekin)
- 2017: All Falls Down
- 2017: What Good Is Love
- 2017: Tear Me Down
- 2018: Soldier
- 2018: Company (mit Molly Hammar)
- 2019: Good for Me
- 2019: Hurt
- 2020: Talking in My Sleep
- 2020: Richest Man Alive
- 2021: The Missing Piece
- 2023: Royals